# Unheilig
Unheilig (en español, «Profano», «Impío», «No santo») es una banda alemana que cuenta con una variedad musical de influencias incluyendo varios estilos como pop y música electrónica, así como el Hard rock, Neue Deutsche Härte y Rock gótico. La banda fue fundada en 1999 y consiste principalmente por Bernd Heinrich Graf más conocido como «Der Graf» (en español, «El Conde») junto con varios miembros musicales.

## Historia

### Formación y su primer álbum Phosphor (1999-2001)
En 1999, Der Graf junto con Grant Stevens y José Álvarez-Brill (Wolfsheim, Joachim Witt, De/Vision) fundaron Unheilig.
Su primer sencillo “Sage Ja!" fue lanzado por “Bloodline Records” en septiembre de 2000, y entró en las listas de alternativas de Alemania y se hizo popular en los clubes nocturnos. En marzo de 2001 el álbum debut "Phosphor", fue publicado en Europa.
En los próximos meses, la banda hizo aparición en los principales festivales y eventos en Alemania (Zillo Open Air, Wave-Gotik-Treffen de Leipzig, Festival de Doomsday, Festival Woodstage).

### Frohes Fest (2002)
Después de tomar un descanso, empezaron a trabajar y producir el álbum de Navidad "Frohes Fest" que sería lanzado en 2002. Y en octubre de ese mismo año publicarían el EP de “Tannenbaum” con 7 temas solo en Alemania.

### Das 2. Gebot (2003)
Casi sin descanso, al año siguiente lanzarían su tercer álbum de estudio “Das 2. Gebot”, el cual apareció en abril de 2003. En febrero, la banda realizó una gira de once ciudades europeas como apoyo a L'Âme Immortelle, y tocó canciones del álbum Das 2. Gebot.
Directamente después de la gira, los fanes podían votar a través de Internet para decidir qué tema debía ser extraído para ser publicado, el ganador fue "Schutzengel", y fue puesto en libertad como EP, con cuatro temas inéditos. La banda tocó en festivales durante el verano. El Festival M’era Luna fue uno de los aspectos más destacados de la banda y para los fanes. Durante ese tiempo Der Graf produjo remixes para “Absurd Minds”, “Terminal Choice” y otras bandas, también una canción para el juego de Xbox “Proyecto Gotham Racing 2”.

### Zelluloid,GatspielyKopfkino(2004-2005)
"Zelluloid", fue publicado el 23 de febrero de 2004 y, al mismo tiempo, la banda estuvo de gira con “Terminal Choice”. Unheilig finalmente alcanza su éxito, llegando a todos los medios de comunicación y la obtención de muchos nuevos admiradores; el resultado de este entusiasmo fue que el grupo ha dado la oportunidad a los fanes a votar por el próximo sencillo, que era Freiheit, lanzado el 18 de octubre de 2004, que, para darlo a conocer, fue tocado varias veces en diferentes conciertos.
Con el nuevo tour, Unheilig participó en más conciertos que en las anteriores giras, esto los llevó al lanzamiento de su primer álbum en vivo «Gastspiel», publicado el 31 de enero de 2005. Luego lanzarían el DVD "Kopfkino", que alcanzó el puesto N.º. 75 en Alemania. Seis semanas antes del lanzamiento del DVD, Unheilig tocó en vivo por primera vez en la emisora de música (VIVA Plus) con su videoclip "Freiheit".

### Moderne Zeiten yGoldene Zeiten(2006-2007)
El quinto álbum "Moderne Zeiten" fue publicado el 20 de enero de 2006. Su principal argumento es sueños y su aplicación en el espíritu humano. Del disco, después de una encuesta en la red, se erigiría el nuevo EP, Astronaut fue el tema elegido, saliendo a la venta en junio de 2006, contendría también material inédito.
Desde finales de septiembre hasta mediados de octubre de 2007 Unheilig estuvo de gira con “Project Pitchfork”. El segundo álbum “Goldene Zeiten” fue lanzado el 13 de octubre de 2006 en una edición limitada a 3.000 copias compuesto por dos CD. La mayor parte de este álbum fue realizado por un concierto en la primavera de 2006.  En el año 2007, hicieron pocas apariencias en conciertos en países extranjeros así como en festivales como el Wacken Open Air y Festival de Amphi, simultáneamente.

### Puppenspiel yPuppenspiel Live Vorhang Auf!(2008-2009)
En 2008, lanzaron el álbum «Puppenspiel», fue lanzado en dos versiones diferentes; una regular con 14 canciones en una caja de plástico y una versión limitada con dos temas bonus. El álbum alcanzaría en la lista Media Control Charts el puesto número 13, la posición más alta hasta ese momento. Durante su gira en 2008 tocaron en festivales como el M'era Luna, Zita-Rock, Wave-Gotik-Treffen y Castle Rock. Más tarde, la banda lanzó su segundo DVD, titulado «Puppenspiel Live Vorhang Auf», el que alcanzó el puesto n.º 29 en Alemania. Actuaron en un concierto titulado «Unheilig & Friends» con Eisbrecher y Staubkind el 20 de diciembre de 2008 en el Halle Expo XXI de Colonia, el primero de cuatro etapas (los otros tres se llevaron a cabo en agosto y septiembre de 2009). En 2009 la banda volvió a tocar en festivales como el Festival de Amphi, Summer Breeze Open Air y Rockharz. Por la misma época, Der Graf renunció a su imagen "gótica" de usar los lentes de contacto blancos, ya que había causado el empeoramiento de la visión. Participaron en varios proyectos de televisión y dirigieron importantes actividades sociales y caritativas.
El 3 de julio de 2009, los álbumes «Phosphor», «Frohes Fest», «Das 2. Gebot», «Zelluloid» y «Moderne Zeiten» se reeditaron con una nueva portada y un sonido remasterizado.

### Große Freiheit yGroße Freiheit Live(2010-2011)
El 7 de diciembre de 2009, el sitio web oficial de Unheilig fue gráficamente renovado para reflejar la inminente publicación de «Große Freiheit», incluyendo un tráiler de tres minutos que muestran a Der Graf con una maleta mientras interpreta «Das Meer», la primera canción del nuevo álbum . 
El 14 de enero de 2010 fue publicado en el sitio web el videoclip del primer sencillo, «Geboren Um Zu Leben», liberado 15 días más tarde. Llegó a la segunda posición de Media Control Charts y la octava posición las listas de Austria.
Grosse Freiheit fue publicado 19 de febrero de 2010 por el sello Vertigo Records, parte de Universal Records.  Fue el primer álbum en llegar a la primera posición en las listas de Alemania, el número dos en Austria y el número tres en Suiza. Y en mayo del mismo año lograría disco de platino en Alemania, tras la venta de 200.000 copias. El segundo sencillo «Für Immer» se publicó el 21 de mayo, y llegó a la decimoséptima posición en las listas alemanas. En junio de 2010, fue lanzado su cuarto álbum en vivo, titulado «Große Freiheit Live», logrando la posición N.º. 1 de las listas alemanas.
Grosse Freiheit fue el álbum que más tiempo se mantuvo en la primera posición en las alemanas con 17 semanas no consecutivas de presencia, superando el récord anterior, logrado por Herbert Grönemeyer en 1988 con el álbum Ö, con 14 semanas. Hasta la fecha el álbum ha vendido 1.660.000 copias, convirtiéndose en el mayor éxito de ventas de los últimos veinte años para el pop en alemán. Este éxito consagró Unheilig a un público más amplio.
Al margen del éxito que supuso Grosse Freiheit también generó cierta controversia entre los antiguos seguidores de Unheilig debido a su carácter más comercial y estructuras más pop. Tal fue la polémica que hasta se empezó a generar debate si el grupo aún seguía siendo parte de la escena negra o no. Algunas de las personas más emblemáticas de dicha escena que han criticado abiertamente a Unheilig por esta nueva dirección musical fueron Alexander Wesselsky de Eisbrecher y Steve Naghavi de And One. Al respecto Der Graf comentó en alguna entrevista que no entendía la crítica ya que no consideraba que la música había cambiado tanto.
«Unter Deiner Flagge», el tercer sencillo fue publicado el 24 de septiembre de 2010 y debutó en la decimotercera posición en las listas alemanas. El 1 de octubre, la banda interpretó la canción en el Song Contest Bundesvision celebrado en el Max-Schmeling-Halle, como resultado, ganaron el concurso, superando a otros actos como (Silly, Ich + Ich, Blumentopf) entre otros.
«Winterland» fue publicado el 19 de noviembre de 2010 como cuarto sencillo, ya que era parte de la versión del álbum titulada «Große Freiheit: Winter Edition» el cual contiene un CD separado con remixes. Se convertiría en el tercer sencillo en alcanzar la lista de los diez primeros de Unheilig solo en Alemania, alcanzando el puesto número 4.
El grupo contaría ahora con cuatro miembros, con el baterista en vivo Martin «Potti» Potthoff, figura introducida por primera vez en 10 años de historia. El 25 de marzo de 2011 fueron nominados para 5 premios ECHO (Mejor Video Nacional: Geboren um zu Leben, ECHO Radio, Mejor producción de grupo exitoso, Mejor Grupo Nacional Rock/Alternativo del Año y Álbum del año: Grosse Freiheit), el cual serían ganadores de 3.

### Lichter Der Stadt yLichter Der Stadt Live(2012-2013)
El 16 de febrero de 2011, Unheilig anunció que estaban trabajando en nuevo material para su próximo álbum «Lichter der Stadt». El 2 de diciembre, la banda anunció que el primer sencillo, «So Wie Du Warst», se publicaría el 24 de febrero de 2012, mientras que el propio álbum el 16 de marzo de 2012. El segundo sencillo «Lichter Der Stadt» era lanzado el 30 de marzo de 2012 El tercer sencillo «Wie Wir Waren» fue lanzado el 31 de agosto de 2012. Para noviembre lanzarían «Lichter Der Stadt: Winter Edition», esta nueva edición contaría con la canción reeditada «Stark» (perteneciente al primer disco Phosphor). Para finales del mismo año se publicaría el quinto álbum en vivo titulado «Lichter Der Stadt Live».

### Gipfelstürmer,Alles Hat Seine Zeity último álbum (2014-2016)
La banda lanzó su primer recopilatorio de mejores temas titulado «Alles hat seine Zeit» el 14 de marzo de 2014. Debutó en las listas alemanas en el puesto n.º 2, en Austria el n.º 3 y en Suiza en el n.º 5.
En el festival Rock The Ring en Suiza de junio de 2014, Unheilig tocó «Goldrausch», un tema de su noveno álbum «Gipfelstürmer», programado para su estreno en diciembre. El primer sencillo del álbum, "Zeit Zu Gehen", fue lanzado el 31 de octubre.
En octubre de 2014, Der Graf a través de una carta abierta a los aficionados, la cual pueden leer en su página web, Unheilig anunció el cierre de la carrera musical de la banda. El nuevo álbum Gipfelstürmer fue lanzado el 12 de diciembre de 2014 y se convirtió en el tercer álbum consecutivo en colocarse de primero en las listas de Alemania, logró el segundo lugar en Suiza.
El segundo sencillo de este disco, «Mein Berg» fue publicado el 13 de marzo de 2015.
En mayo del 2016, Unheilig comienzan una gira de despedida con Megaherz, Staubkind, Be One y Schandmaul como bandas invitadas. Dicha gira sería concluida el 10 de septiembre de ese mismo año con un último concierto en el Estadio Rhein Energie. 
El 2 de agosto de 2016, Unheilig anuncian que el 4 de noviembre se lanzaría el último álbum "Von Mensch Zu Mensch". Su sencillo homónimo fue publicado ese mismo día. El segundo sencillo "Ich würd' dich gern Besuchen" vio la luz el 9 de septiembre y el tercero "Mein Leben ist die Freiheit" salió el 7 de octubre.

### Post 2016
"Von Mensch Zu Mensch" fue premiado como Best Pop National en los Premios Echo de 2017. El 6 de octubre de ese mismo año se publica el nuevo recopilatorio "Best Of Vol.2 - Pures Gold", además de regrabaciones de los temas "Der Himmel über mir" (perteneciente al EP Astronaut) y "Sonnentag" (perteneciente al disco Moderne Zeiten) con sus respectivos videoclips. 
A pesar de la retirada de Der Graf, Unheilig tenía intención de continuar como grupo sin él. Para los meses de abril y mayo de 2018 se anunció una minigira con solo Henning, Potti y Licky.

### Regreso (2025-presente)
El 6 de febrero de 2025. Der Graf anuncia el regreso de Unheilig y que incluso hay planes de lanzar un nuevo álbum. También están por anunciar una nueva gira para finales de ese mismo año.

## Miembros

### Última formación
- Der Graf - voz, programación (1999-presente)
- Henning Verlage - teclados, programación (2003-presente)
- Christoph Termühlen «Licky» - guitarra (2002-presente)
- Martin Potthoff «Potti» - batería (2008-presente)

### Miembros anteriores
- Grant Stevens - voz (1999-2002)
- José Álvarez-Brill - guitarra, voz (1999-2002)

## Discografía

### Álbumes
- Phosphor (19 de marzo de 2001)
- Frohes Fest (28 de octubre de 2002)
- Das 2. Gebot (7 de abril de 2003)
- Zelluloid (16 de febrero de 2004)
- Moderne Zeiten (20 de enero de 2006)
- Puppenspiel (22 de febrero de 2008)
- Grosse Freheit (19 de febrero de 2010)
- Lichter Der Stadt (16 de marzo de 2012)
- Gipfelstürmer (12 de diciembre de 2014)
- Von Mensch zu Mensch (4 de noviembre de 2016)

### Álbumes en vivo
- Gastspiel (31 de enero de 2005)
- Goldene Zeiten (13 de octubre de 2006)
- Puppenspiel Live Vorhang Auf! (3 de octubre de 2008)
- Grosse Freiheit Live (11 de junio de 2010)
- Lichter Der Stadt (19 de octubre de 2012)
- Gipfelstürmer Live - Gipfelstürmer Live In Österreich (19 de junio de 2015)
- MTV Unplugged "Unter Dampf - Ohne Strom" (11 de diciembre de 2015)
- Danke! Ein Letzte Mal - Live (30 de enero de 2016)

### Sencillos
- Sage Ja! (2 de octubre de 2000)
- Komm Zu Mir (14 de mayo de 2001)
- Maschine (7 de abril de 2003)
- Ich Will Leben (feat. Project Pitchfork) (15 de septiembre de 2006)
- An Deiner Seite (28 de marzo de 2008)
- Geboren Um Zu Leben (29 de enero de 2010)
- Für Immer (21 de mayo de 2010)
- Unter Deiner Flagge (24 de septiembre de 2010)
- Winter (19 de noviembre de 2010)
- So Wie Du Warst (24 de febrero de 2012)
- Lichter Der Stadt (30 de marzo de 2012)
- Wie Wir Waren (feat. Andreas Bourani) (31 de agosto de 2012)
- Stark (16 de noviembre de 2012)
- Als Wär’s Das Erste Mal (7 de marzo de 2014)
- Wir Sind Alle Wie Eins (14 de marzo de 2014)
- Zeit Zu Gehen (31 de octubre de 2014)
- Mein Berg (13 de febrero de 2015)
- Glück Auf Das Leben (19 de junio de 2015)
- Ich würd' dich gern besuchen (9 de septiembre de 2016)
- Mein Leben ist die Freiheit (7 de octubre de 2017)

### EP
- Tannenbaum (28 de octubre de 2002)
- Schutzengel (21 de julio de 2003)
- Freiheit (18 de octubre de 2004)
- Astronaut (9 de junio de 2006)
- Spiegelbild (25 de julio de 2008)
- Zeitreise (12 de noviembre de 2010)
- Winterland (19 de noviembre de 2010)
- Lichtblicke (30 de junio de 2012)

### DVD
- Kopfkino (23 de mayo de 2005)
- Puppenspiel Live Vorhang Auf! (3 de octubre de 2008)
- Sternstunde (12 de marzo de 2010)
- Heimreise (16 de marzo de 2010) Incluido en una edición súper de lujo de Lichter Der Stadt
- Grosse Freiheit Live (11 de junio de 2010)
- Lichter Der Stadt Live (19 de octubre de 2012)
- MTV Unplugged "Unter Dampf - Ohne Strom" (11 de diciembre de 2015)

### Recopilatorio
- Alles Hat Seine Zeit (14 de marzo de 2014)
- Schwarzes Gold 2000-2014 (13 de noviembre de 2015)
- Pures Gold (6 de octubre de 2017)

### Videografía
- Sage Ja! (2000)
- Freiheit (2004)
- Astronaut (2006)
- An Deiner Seite (2008)
- Geboren Um Zu Leben (2010)
- Für Immer (2010)
- Unter Deiner Flagge (2010)
- Winter (2010)
- So Wie Du Warst (2012)
- Lichter Der Stadt (2012)
- Wie Wir Waren (2012)
- Stark (2012)
- Als Wär's Das Erste Mal (2014)
- Wir Sind Alle Wie Eins (2014)
- Zeit Zu Gehen (2014)
- Mein Berg (2015)
- Mein leben ist die Freiheit (2016)
- Der Himmel über Mir (2017)
- Sonnentag (2017)